# Christopher Sekura
Christopher Sekura (* 31. Oktober 1975 in Taber, Alberta, Kanada) ist ein ehemaliger australischer Eishockeyspieler und heutiger -trainer, der seine gesamte Karriere bei den Sydney Ice Dogs in der Australian Ice Hockey League verbrachte, wo er 2016 Assistenztrainer war.

## Karriere
Christopher Sekura, der in Kanada geboren wurde, verbrachte seine gesamte Karriere bei den Sydney Ice Dogs, für die er 2003 in der Australian Ice Hockey League debütierte und für die er mit Ausnahme der Spielzeit 2012, als er ein Jahr pausierte, ununterbrochen spielte. Mit den Ice Dogs gewann er 2004 und 2013 den Goodall Cup, die Australische Landesmeisterschaft. 2015 beendete er im Alter von knapp 40 Jahren seine aktive Laufbahn. Anschließend wurde er Assistenztrainer bei den Ice Dogs.

### International
Für die Australische Nationalmannschaft stand Sekura erstmals bei den Weltmeisterschaften der Division II 2004, als er mit neun Assists bester Torvorbereiter des Turniers war, im Aufgebot seines Landes. Auch 2005, 2006, 2007 und 2008, als er drittbester Scorer des Turniers nach seinen Landsleuten Greg Oddy und Lliam Webster und zudem gemeinsam mit dem Isländer Emil Alengård zweitbester Vorbereiter hinter Oddy war, vertrat er seine Farben in der Division II. 2008 erreichte er mit den „Aussies“ durch den Sieg beim Heimturnier in Newcastle den erstmaligen Aufstieg in die Division I. Dort wurde Sekura jedoch nicht eingesetzt und so spielte er nach dem umgehenden Abstieg der Australier auch 2010 und 2011 in der Division II. Nachdem 2011 bei einem erneuten Heimturnier, diesmal in Melbourne, wieder der Aufstieg gelang, beendete er seine internationale Karriere.

## Erfolge und Auszeichnungen
- 2004 Meiste Torvorlagen bei der Weltmeisterschaft der Division II, Gruppe A
- 2004 Gewinn des Goodall Cups mit den Sydney Ice Dogs
- 2008 Aufstieg in die Division I bei der Weltmeisterschaft der Division II, Gruppe B
- 2011 Aufstieg in die Division I bei der Weltmeisterschaft der Division II, Gruppe A
- 2013 Gewinn des Goodall Cups mit den Sydney Ice Dogs